# Seuneubok Antara
Seuneubok Antara is een bestuurslaag in het regentschap Langsa van de provincie Atjeh, Indonesië. Seuneubok Antara telt 631 inwoners (volkstelling 2010).